# Episodi de I Puffi (serie animata 1981) (sesta stagione)
La sesta stagione de I Puffi è stata trasmessa dal 13 settembre al 29 novembre 1986 dal network statunitense NBC con cadenza settimanale con 60 episodi accorpati in triplette da 20 minuti per volta.
Vengono introdotti nuovi personaggi: il Nonno Puffo (Grandpa Smurf nell'originale, tornato nel villaggio dopo un lungo viaggio di cinquecento anni), Lenticchia (Scruple nell'originale), giovane assistente di Gargamella, il Puffo Copione (Dabbler Smurf), il Puffo Timido (Timid Smurf), il Puffo Piagnucolone (Weepy Smurf), il Puffo Spazzacamino (Sweepy Smurf), Don Puffo (Don Smurfo), il Principe Teodoro (Prince Theodore), e il Genio Zuccone (Gourdy). Tra i cattivi, il demone degli incubi Morfeo (Morphio), il mago Morlock (Morlock), la strega Matilde (Alura) e i due ladri umani Rogue e Witlow. La sigla, cantata da Cristina D'Avena è Ogni Puffo pufferà.

## Episodi
| nº | Titolo originale                   | Titolo italiano                            | Titolo dell'eventuale seconda parte | Prima TV USA      | Prima TV Italia | Durata |
| -- | ---------------------------------- | ------------------------------------------ | ----------------------------------- | ----------------- | --------------- | ------ |
| 1  | Smurfquest (Part 1-2-3-4)          | -                                          |                                     | 13 settembre 1986 | -               | 44'    |
| 2  | Gargamel's New Job                 | Gargamella mago di corte                   |                                     | 13 settembre 1986 | -               | 22'    |
| 3  | Grouchy Makes a Splash             | Il nuotatore più puffoso                   |                                     | 20 settembre 1986 | -               | 11'    |
| 4  | Don Smurfo                         | Un coraggioso eroe                         |                                     | 20 settembre 1986 | -               | 11'    |
| 5  | No Smurf Is an Island              | Il sottopuffo marino                       |                                     | 20 settembre 1986 | -               | 11'    |
| 6  | The Prince and the Hopper          | Il principe ranocchio                      |                                     | 20 settembre 1986 | -               | 22'    |
| 7  | Smurfette's Gift                   | Un compleanno senza regali                 |                                     | 27 settembre 1986 | -               | 11'    |
| 8  | The Most Popular Smurf             | Le sorprese di Burlone                     |                                     | 27 settembre 1986 | -               | 11'    |
| 9  | A Loss of Smurf                    | Vanitoso diventa mostro rospo              |                                     | 27 settembre 1986 | -               | 22'    |
| 10 | The Last Whippoorwill              | Il cucciolo di nottolone                   |                                     | 27 settembre 1986 | -               | 11'    |
| 11 | The Color Smurfy                   | La macchina dei colori                     |                                     | 27 settembre 1986 | -               | 11'    |
| 12 | Lazy's Nightmare                   | L'incubo di Pigrone                        |                                     | 4 ottobre 1986    | -               | 22'    |
| 13 | All the Smurf's a Stage            | Timido aspirante attore                    |                                     | 4 ottobre 1986    | -               | 11'    |
| 14 | Smurfs on Wheels                   | Gita alle cascate dei sogni                |                                     | 4 ottobre 1986    | -               | 11'    |
| 15 | The Littlest Viking                | La leggenda del grande guerriero           |                                     | 4 ottobre 1986    | -               | 22'    |
| 16 | Baby's New Toy                     | Il vecchio orsacchiotto                    |                                     | 11 ottobre 1986   | -               | 11'    |
| 17 | Bringing Up Bigfeet                | Un lavoro da Puffolini                     |                                     | 11 ottobre 1986   | -               | 11'    |
| 18 | Scarlet Croaker                    | Il Rospetto Scarlatto                      |                                     | 11 ottobre 1986   | -               | 22'    |
| 19 | Calling Dr. Smurf                  | Un dottore a Pufflandia                    |                                     | 11 ottobre 1986   | -               | 11'    |
| 20 | Can't Smurf the Music              | La musica muta                             |                                     | 11 ottobre 1986   | -               | 11'    |
| 21 | The Royal Drum                     | Il tamburo magico                          |                                     | 18 ottobre 1986   | -               | 22'    |
| 22 | It's a Puppy's Life                | L'uovo magico                              |                                     | 18 ottobre 1986   | -               | 11'    |
| 23 | Sweepy Smurf                       | Chi disprezza puffa                        |                                     | 18 ottobre 1986   | -               | 11'    |
| 24 | Journey to the Center of the Smurf | Tanto caldo per l'inverno                  |                                     | 18 ottobre 1986   | -               | 11'    |
| 25 | The Tallest Smurf                  | L'albero della crescita                    |                                     | 25 ottobre 1986   | -               | 11'    |
| 26 | Essence of Brainy                  | Il ladro di essenze                        |                                     | 25 ottobre 1986   | -               | 11'    |
| 27 | Dr. Evil and Mr. Nice              | La pozione magica di Lenticchia            |                                     | 25 ottobre 1986   | -               | 11'    |
| 28 | The Root of Evil                   | La radice della discordia                  |                                     | 25 ottobre 1986   | -               | 11'    |
| 29 | Tattle Tail Smurfs                 | I Puffolini spioni                         |                                     | 25 ottobre 1986   | -               | 11'    |
| 30 | Greedy Goes on Strike              | Golosone entra in sciopero                 |                                     | 25 ottobre 1986   | -               | 22'    |
| 31 | Crying Smurfs                      | Una gran voglia di piangere                |                                     | 1º novembre 1986  | -               | 11'    |
| 32 | Future Smurfed                     | Puffati nel futuro                         |                                     | 1º novembre 1986  | -               | 11'    |
| 33 | Gargamel's Dummy                   | Un pupazzo poco puffoso                    |                                     | 1º novembre 1986  | -               | 11'    |
| 34 | Smurfs on the Run                  | Il topazio della verità                    |                                     | 1º novembre 1986  | -               | 11'    |
| 35 | A Myna Problem                     | L'amico di Tontolone                       |                                     | 1º novembre 1986  | -               | 11'    |
| 36 | The Horn of Plenty                 | Il paese dell'abbondanza                   |                                     | 1º novembre 1986  | -               | 11'    |
| 37 | I Smurf to the Trees               | Io puffo sugli alberi                      |                                     | 8 novembre 1986   | -               | 11'    |
| 38 | Clumsy's Cloud                     | La nuvola di Tontolone                     |                                     | 8 novembre 1986   | -               | 11'    |
| 39 | Bookworm Smurf                     | Il Puffo-topo di biblioteca                |                                     | 8 novembre 1986   | -               | 11'    |
| 40 | Farmer's Genie                     | La zucca magica                            |                                     | 8 novembre 1986   | -               | 11'    |
| 41 | Scruple's Sweetheart               | Il ballo delle scope volanti               |                                     | 8 novembre 1986   | -               | 11'    |
| 42 | Master Scruple                     | Padron Lenticchia                          |                                     | 8 novembre 1986   | -               | 11'    |
| 43 | The World According to Smurflings  | I Puffolini e la bacchetta della creazione |                                     | 15 novembre 1986  | -               | 11'    |
| 44 | The Enchanted Quill                | La penna magica                            |                                     | 15 novembre 1986  | -               | 22'    |
| 45 | The Most Unsmurfy Game             | Una spedizione poco puffosa                |                                     | 15 novembre 1986  | -               | 11'    |
| 46 | Put upon Puppy                     | Cucciolo alla riscossa                     |                                     | 15 novembre 1986  | -               | 11'    |
| 47 | Heart of Gold                      | Un cuore d'oro per Puffo Meccanico         |                                     | 15 novembre 1986  | -               | 11'    |
| 48 | The Village Vandal                 | Il vandalo del villaggio                   |                                     | 15 novembre 1986  | -               | 11'    |
| 49 | The Gallant Smurf                  | Un marito per Agata                        |                                     | 22 novembre 1986  | -               | 11'    |
| 50 | Sassette's Tooth                   | La fata dei dentini                        |                                     | 22 novembre 1986  | -               | 11'    |
| 51 | Snappy's Way                       | Lo stile di Sciccoso                       |                                     | 22 novembre 1986  | -               | 11'    |
| 52 | Fire Fighting Smurfs               | La foresta distrutta                       |                                     | 22 novembre 1986  | -               | 22'    |
| 53 | Handy's Window-vision              | Una puffosa invenzione                     |                                     | 22 novembre 1986  | -               | 11'    |
| 54 | Papa Smurf, Papa Smurf             | Di Grande Puffo ce n'è uno solo            |                                     | 22 novembre 1986  | -               | 22'    |
| 55 | Jokey's Cloak                      | Il fantasma del villaggio                  |                                     | 29 novembre 1986  | -               | 11'    |
| 56 | Papa's Last Spell                  | Grande Puffo mago dell'anno                |                                     | 29 novembre 1986  | -               | 11'    |
| 57 | Lure of the Orb                    | La sfera magica                            |                                     | 29 novembre 1986  | -               | 22'    |
| 58 | Smurfette's Flower                 | La margherita di Puffetta                  |                                     | 29 novembre 1986  | -               | 11'    |
| 59 | Reckless Smurfs                    | La polvere dell'imprudenza                 |                                     | 29 novembre 1986  | -               | 11'    |
| 60 | Head over Hogatha                  | Buon San Valentino Nonno Puffo             |                                     | 29 novembre 1986  | -               | 11'    |

## Smurfquest
- Titolo originale: Smurfquest

### Trama
In una notte di tempesta tutti i Puffi si radunano a casa di Grande Puffo. Mentre egli racconta una storia, arriva sul posto una misteriosa figura, che si scopre essere il capo del villaggio ai tempi di Grande Puffo. Il nuovo arrivato si fa chiamare Nonno Puffo e rivela di essere stato in viaggio per 500 anni. Nonno Puffo viene catturato da Gargamella, ma viene salvato all'ultimo da Grande Puffo; per sdebitarsi gli racconta la sua missione: quando lasciò il villaggio venne mandato per rigenerare la Pietra della lunga vita, che è la grande forza vitale dei Puffi, composta dai magici quattro elementi e custodita in uno scrigno sotto Pufflandia. Ogni 500 anni va rigenerata dai quattro elementi altrimenti il potere cesserà, uccidendo i Puffi; rimane poco tempo utile per farlo.
Grande Puffo incarica i Puffi di cercare lo scrigno, dopodiché lui, Nonno Puffo, Inventore, Forzuto e Golosone partono quindi da Omnibus, che fa un incantesimo su un paio di stivali per far viaggiare i Puffi ai quattro angoli del globo, dove sono localizzati gli elementi magici. Bontina, che desidera partire anche lei, si nasconde in uno stivale, poco prima che i Puffi vi entrino. Arrivati al polo nord i Puffi trovano l'intrusa e sono costretti a portarla con loro; poco dopo in una caverna di cristalli trovano Jack Frost, che li congela. Nel mentre l'altro stivale, rimasto incustodito da Omnibus, viene indossato da Gargamella, che trova il blocco di ghiaccio con dentro i Puffi e viene inseguito da Jack Frost. Lo stregone però causa il crollo della grotta, che libera i Puffi e intrappola Jack Frost. I Puffi lo liberano e la creatura, per sdebitarsi, dà loro l'acqua.
La prossima tappa è in Sudan, vicino alle piramidi nubiane. Dopo aver superato le trappole della piramide, i Puffi trovano la sabbia. Giunti su una piccola spiaggia, i Puffi devono raggiungere un castello sospeso nel cielo circondato dal vento. Arrivati a destinazione prelevano il vento dell'ovest. Nel mentre Baby Puffo trova lo scrigno. L'ultima tappa del gruppo è un'isola in mezzo al mare con un vulcano abitata da una tribù di tiki. Mentre cercano di prendere la lava del vulcano, i Puffi iniziano a diventare deboli, siccome l'effetto della Pietra sta finendo. Nel frattempo i tiki gettano nel vulcano lo stivale usato dai Puffi per viaggiare, che viene incenerito, insieme a Gargamella e Birba. Mentre cercano di salvare i due, i Puffi riescono ad appropriarsi dell'altro stivale e tornare a casa appena in tempo.
Informazioni: Inizialmente pensata per uno spettacolo teatrale, questa storia è stata poi sviluppata per un film TV, suddiviso in quattro parti per la versione originale statunitense e tre parti per le altre distribuzioni. In madrepatria è andata in onda pochissime volte poiché esclusa dalla trasmissione in syndication. La trama presenta il nuovo personaggio di Nonno Puffo, che assumerà un ruolo di rilievo all'interno della serie, mentre apparirà sporadicamente nei fumetti solo su strip comiche o all'interno della rivista Schtroumpf!, ma mai nella serie classica. Questo episodio non è stato doppiato per l'edizione italiana.

## Gargamella mago di corte
- Titolo originale: Gargamel's New Job

### Trama
Principe Teodoro spiega ai Puffi che cerca un nuovo mago di corte, dopo che Morlock è stato licenziato. Nel frattempo Gargamella, dopo aver fallito a catturarli con un'armatura, vede un foglio con scritto che Teodoro cerca un nuovo mago. Lo stregone e il suo apprendista Lenticchia decidono di presentarsi al provino e, nonostante una figuraccia, vengono accettati. Nel frattempo Puffetta e i Puffolini, ignari di quanto successo al castello di Teodoro, decidono di raggiungerlo. Poco dopo Teodoro incarica Gargamella di fare un incantesimo per far sì che le galline facciano le uova. A causa di un incidente, però, la pozione magica fa letteralmente piovere uova e poi piume. Per evitare il licenziamento, Gargamella è costretto a chiedere aiuto al carcerato Morlock, che gli dà un incantesimo. Dopo aver imprigionato i cinque Puffi, Gargamella prepara la pozione, che tuttavia libera Morlock, il quale fa un incantesimo che trasforma tutti gli umani in pecore. Grande Puffo per fortuna annulla l'incantesimo e tutto torna alla normalità.

## Il nuotatore più puffoso
- Titolo originale: Grouchy Makes a Splash

### Trama
I Puffi cercano di insegnare a Brontolone a nuotare, ma le lezioni hanno scarsi risultati. A un certo punto Baby 
Puffo su un tronco si dirige verso una papera gonfiabile gigante, con dentro Gargamella e Birba. Preoccupato per il piccolo, Brontolone si sente motivato per nuotare e va a salvarlo.

## Un coraggioso eroe
- Titolo originale: Don Smurfo
- Titoli ulteriori: Riedizione in DVD L'eroe di Puffetta

### Trama
Puffetta rimane affascinata da Don Puffo, l'eroe di un libro. Il giorno dopo Puffetta è arrabbiata del fatto che nessun Puffo si comporti in modo galante. Quella notte Don Puffo canta una serenata a Puffetta, quando arrivano sul posto gli altri e Don Puffo se ne va. Si scopre tuttavia che Don Puffo è in realtà Burlone sotto mentite spoglie. La mattina seguente Puffetta sfida Don Puffo a portare un baffo di Birba. Don Puffo lo fa e si trova inseguito dalla gatta. Puffetta lo salva e capisce la verità.

## Il sottopuffo marino
- Titolo originale: No Smurf Is an Island

### Trama
Inventore realizza un trapano che si muove grazie a delle api. L'attrezzo si rivela essere fin troppo potente, a tal punto da causare dei danni al villaggio. Quella notte sogna di incontrare Serena (Morena) e, il giorno dopo, costruisce un sottopuf-marino per raggiungerla. Ciò però fa arrabbiare Forzuto, siccome gli altri Puffi necessiterebbero di uno schiaccianoci, e Inventore decide di andare a vivere con Serena. Mentre i due amanti si divertono, Forzuto decide di prendere il posto di Inventore nelle riparazioni del villaggio, ma combina una serie di guai. I Puffi allora salpano per andare a convincere il loro amico a tornare a casa. Nel frattempo il sottomarino, con dentro Inventore, si riempie d'acqua. I Puffi arrivano sul posto e Inventore si salva grazie all'intervento di Forzuto, che si scusa con l'amico.

## Il principe ranocchio
- Titolo originale: The Prince and the Hopper

### Trama
Il perfido mago Morlock ordina ai suoi sottoposti di catturare tutte le rane della foresta, convinto che vi sia un demone. Una di loro però parla e, mentre i Puffi la portano nel villaggio, rivela di essere un principe. Egli in realtà si chiama Teodoro e fino a poco viveva in un castello, finché Morlock fece un incantesimo invertendo l'anima del principe con quella di un ranocchio. Per spezzare l'incantesimo il principe dovrà essere baciato dalla sua amata, ossia la principessa Jasmine. Teodoro, Puffetta, Bontina e Poeta partono per il castello a bordo di Bianca, ma arrivati a destinazione la principessa non vuole baciare Teodoro, siccome ha paura dei rospi. In seguito i Puffi scoprono che Jasmine in realtà non ama Teodoro, ma vuole sposarlo solo per le sue ricchezze. Durante le nozze tra Jasmine e il trasformato ranocchio, Puffetta bacia Teodoro, che ritorna umano, mentre il falso principe assume le sembianze di un rospo. Jasmine scappa disgustata, mentre Morlock viene arrestato.

## Un compleanno senza regali
- Titolo originale: Smurfette's Gift

### Trama
Tra due giorni sarà il compleanno di Puffetta: lei è curiosa di scoprire i regali che gli altri le hanno fatto, così i Puffolini salgono su degli alberi e sorvegliano il villaggio, facendo i versi di alcuni animali. Il giorno dopo i Puffi decidono di nascondere i loro regali in una grotta, senza sapere che è popolata da un imp, che si appropria di molti doni. Puffetta scopre del nascondiglio e vi entra, dove viene catturata dall'imp. Il giorno del compleanno gli altri Puffi scoprono dove si è recata Puffetta e vanno da lei, riuscendo a salvarla e a fare amicizia con l'imp.

## Le sorprese di Burlone
- Titolo originale: The Most Popular Smurf

### Trama
Gargamella ha riempito un'ampolla di "erbacce del maleodore", con lo scopo di creare una bomba puzzolente e costringere i Puffi a lasciare il villaggio. Arrivato a casa, riceve una secchiata d'acqua in testa da Lenticchia, facendo cadere le erbacce; furioso, il mago lo obbliga a trovare le erbacce. Poco dopo Lenticchia apre un regalo esplosivo di Burlone, arrabbiandosi. Quella notte il ragazzo, volendo vendicarsi dello scherzo subito, fa un incantesimo sulle scatole esplosive, mettendo in ognuna un dono. Il giorno dopo Burlone vuole fare il classico scherzo agli altri Puffi, ma dai pacchi escono regali. La cosa fa deprimere Burlone, che decide di lasciare il villaggio, ma viene catturato da Lenticchia e portato a casa di Gargamella. Qui quest'ultimo apre un suo pacco trovandovi una pepita d'oro e ordina a Burlone di fare un regalo gigante per lui. Lo stregone lo apre proprio quando Grande Puffo annulla l'incantesimo di Lenticchia; di conseguenza il dono esplode e Gargamella, Birba, Lenticchia e Burlone vengono proiettati fuori dalla stamberga; il Puffo riesce a scappare.

## Vanitoso diventa mostro rospo
- Titolo originale: A Loss of Smurf

### Trama
Vanitoso convoca un'assemblea, ma non è per un motivo importante, così gli altri Puffi lo scaraventano fuori dal villaggio. Credendo di non essere amato perché gli è spuntata una ruga sulla bocca, decide di andare a specchiarsi in un lago, ma incontra il folletto Patrizio, anch'egli borioso, che spiega di essersi fatto il bagno nello stagno magico. Affinché riveli al Puffo dove si trova lo stagno, il folletto esige lo specchio. Vanitoso glielo cede e, fatto il bagno nello stagno, si trasforma in un mostro-rospo. Tornato al villaggio, spiega ai Puffi cosa è successo; Grande Puffo, mentre cerca di risolvere il problema, ordina agli altri di trattare il trasformato Puffo come gli altri; tuttavia spesso viene emarginato. Quella notte Vanitoso decide di andare a vivere dai mostri-rospi: Naturone e Sciccoso lo scoprono e decidono di cercare di fargli cambiare idea. Vanitoso intanto sveglia il "mostro del lago" e, siccome la leggenda dice che se la creatura verrà svegliata divorerà il re più vicino, re Paludone lo fa diventare nuovo sovrano, dopodiché gli ordina di mettere una campanella in bocca al mostro. I Puffolini però riescono a ingannare il mostro, che torna a dormire, dopodiché i tre Puffi fuggono. Poco dopo incontrano Grande Puffo con l'antidoto, riuscendo a far tornare come prima Vanitoso.

## Il cucciolo di nottolone
- Titolo originale: The Last Whippoorwill

### Trama
Due bracconieri cacciano un nottolone, facendo cadere l'uovo dal nido. Mentre i due scappano dalla furia del volatile, arrivano sul posto dei fantini; Serenello, il figlio del capo, si impossessa dell'uovo. A Pufflandia vi è un'invasione di insetti: i Puffi chiedono aiuto a Madre Natura, che spiega che la colpa è degli umani, che hanno fatto scappare dalla foresta tutti i nottoloni, i nemici degli insetti. La fata spiega che l'ultimo uovo è stato portato da un ragazzino nel castello del duca di Bedford e i Puffi decidono di andare lì. Nel castello, Tontolone trova casualmente l'uovo e Naturone libera gli animali tenuti prigionieri da Serenello; nonostante riescano a fuggire, il ragazzino li scopre e li insegue, cadendo in una trappola dei bracconieri, insieme all'uovo. Questi ultimi prendono in ostaggio Serenello, con ancora in mano l'uovo. Quella sera i Puffi, con l'aiuto di alcuni animali, spaventano i bracconieri, che scappano dalla loro casa. Poco dopo i Puffi liberano Serenello a condizione che dia loro l'uovo: il ragazzo accetta e tutti insieme tornano al villaggio, dove mettono l'uovo in un nido. Arriva quindi il nottolone che scaccia via gli insetti.

## La macchina dei colori
- Titolo originale: The Color Smurfy

### Trama
Mentre dipinge un quadro, Pittore decide di includervi anche i Puffolini e chiede loro di stare fermi. Mentre l'artista crea il "blu Puffo", i bambini chiedono spiegazioni sulle differenti tonalità di colori e Pittore decide di portarli da una fata chiamata mademoiselle Colorina, che possiede una grande macchina che fabbrica i colori, di varie sfumature. Credendo di aiutare Pittore, i Puffolini prendono un po' di blu Puffo dal macchinario, finendo per romperlo. Così facendo i colori scompaiono, tranne il blu Puffo, e Colorina perde i poteri. Nonno Puffo, Grande Puffo, Pittore, Cucciolo e i Puffolini vanno a cercare Colorina, che indebolita chiede loro di portare un'ampolla di colori dell'arcobaleno. Mentre Grande Puffo rimane con la fata, gli altri raggiungono l'arcobaleno e, dopo alcune disavventure (tra cui la cattura di Gargamella), riescono a prendere quanto chiesto. I Puffi salvano in tempo la vita di Colorina, che fa tornare tutto come prima.

## L'incubo di Pigrone
- Titolo originale: Lazy's Nightmare

### Trama
Pigrone sogna un'amaca che si trasforma in un serpente che lo insegue, per poi ritrovarsi vicino a un demone a cavallo. Pigrone, terrorizzato, urla svegliando tutto il villaggio, al che la mattina tutti i Puffi sono stanchi. Pigrone cerca quindi di rimanere sveglio, ma disturba gli altri. Cinque notti dopo, i Puffi decidono di andare a casa di Pigrone e addormentarlo con una ninna nanna. Ancora lo stesso incubo si ripete e questa volta il sinistro demone lo cattura. Dopo aver dormito alcuni giorni, Pigrone non si sveglia e viene portato a casa di Grande Puffo, il quale cerca di capire cosa sta succedendo. Il demone onirico si presenta col nome di Smorfione e decide di far fare brutti sogni anche agli altri Puffi, in cui lui li cattura. Il giorno dopo Grande Puffo scopre su un libro che i Puffi stanno sognando Smorfione, che procura incubi e paure. Dopo aver cercato invano di svegliare i Puffi, Grande Puffo va dall'uomo della sabbia per entrare nel mondo dei sogni e liberare Pigrone. Nonostante anche Grande Puffo venga catturato, Pigrone esprime i desideri di essere libero e diventare un cavaliere: essendo il suo sogno i desideri si avverano e riesce a sconfiggere il demone, per poi liberare i Puffi prigionieri.

## Timido aspirante attore
- Titolo originale: All the Smurf's a Stage

### Trama
Poeta scrive una commedia e invita gli altri Puffi a partecipare al provino per il protagonista; tutti vogliono tranne Puffo Timido, ma Nonno Puffo lo convince che può recitare. Quattrocchi si offre di aiutare Poeta nella regia; poco dopo Timido annuncia di voler far parte dello spettacolo, ma Quattrocchi lo respinge in malo modo. Per dimostrare di essere in grado di recitare, Timido decide di imitare Pittore, Inventore e Sarto durante la realizzazione del set e dei costumi dello spettacolo. Il tutto si rivela un disastro e Quattrocchi lo scopre; Timido poi confessa la verità e Poeta annuncia che ha scelto sé stesso come protagonista. Al momento dello show a Poeta viene il panico da palcoscenico e Timido deve sostituirlo; lo spettacolo si svolge comunque bene.

## Gita alle cascate dei sogni
- Titolo originale: Smurfs on Wheels

### Trama
Grande Puffo e Nonno Puffo invitano gli altri a partecipare alla gita alle cascate dei sogni, ma nessuno vuole, tranne Naturone. Inventore costruisce una puff-diligenza, per permettere agli altri di fare la gita con tutti i confort di casa. Inventore, Forzuto, Pittore, Sarto, Quattrocchi, Tontolone, Golosone e Puffetta partono per la gita col veicolo, ma nella diligenza succedono una serie di problemi, mentre Naturone, Grande Puffo e Nonno Puffo si divertono. Il giorno dopo Quattrocchi si mette alla guida, ma precipita nel fiume, poco prima della cascata. Naturone, Grande Puffo e Nonno Puffo si accorgono dei loro amici in pericolo e riescono a salvarli in tempo.

## La leggenda del grande guerriero
- Titolo originale: The Littlest Viking

### Trama
Nonno Puffo, Puffetta, Golosone, Quattrocchi e Naturone raggiungono il castello di Solfami siccome cercano una pietanza diversa per Grande Puffo. Golosone e Solfami però finiscono per divorare buona parte del cibo, venendo scoperti dal cuoco del castello, il quale obbliga il ragazzo ad andare al mercato a comprare quanto mangiato. A bordo di Carotina, Solfami e i cinque Puffi raggiungono il mercato. In quel frangente arrivano sul posto dei Vichinghi che saccheggiano il mercato e Solfami cerca di scappare; nel caos i cinque rimangono chiusi in un barile e portati sulla nave dai Vichinghi, su cui vi è anche Solfami. Poco dopo Olaf, uno dei membri dell'equipaggio, scopre Solfami e vorrebbe buttarlo in mare, ma il capitano Derikle lo ferma e spiega che Solfami è il "grande guerriero della leggenda". Sulla terraferma, Solfami viene trattato come un sovrano e vorrebbe rimanere. I Puffi preparano una zattera, intenzionati a partire quella mezzanotte. Olaf, intenzionato a diventare il nuovo capo, con la complicità di Lars, cerca di dimostrare che Derikle si sbaglia e libera due cani feroci, ma Nonno Puffo lo salva. Poco dopo i due malfattori vogliono uccidere Solfami; i Puffi lo scoprono e lo salvano in extremis da un'ascia. In quel momento vi è una frana, che Derikle spiega essere la collera del "re della tempesta" che vive nelle montagne sopra il villaggio. Il capo spiega a Solfami che il giorno dopo dovrà parlare col re, ma il ragazzo ha paura: durante la notte Nonno Puffo lo libera, ma la figlia di Derikle, Sigrid, lo convince a restare. Inoltre un masso distrugge la zattera, costringendo i Puffi a rimandare la partenza. La mattina dopo, a bordo di Carotina, Solfami e i cinque Puffi raggiungono il re della tempesta. Il sovrano accusa Solfami di essere responsabile del furto dei suoi cristalli, ma i Puffi gli lanciano contro delle bombe, sconfiggendolo. Il re promette quindi che non getterà più pietre se nessuno lo disturberà e i Vichinghi, compresi Olaf e Lars, accettano. Prima di partire, Solfami riceve da Sigrid quello che il cuoco gli ha detto di comprare.

## Il vecchio orsacchiotto
- Titolo originale: Baby's New Toy

### Trama
Baby Puffo è annoiato e gli altri cercano di farlo divertire con vari giocattoli, ma invano. Su suggerimento di Nonno Puffo, i Puffi accompagnano Baby Puffo a casa del Giocattolaio, un uomo che fabbrica i balocchi per i bambini di tutto il mondo. Egli però non fabbrica più nuovi giocattoli, per via delle lamentele che riceve da parte dei bambini. Un gruppo di Puffi entra in un macchinario del Giocattolaio, tramutandosi in vari balocchi, dopodiché il trasformato Tontolone appicca un incendio. Baby Puffo trova un vecchio orsacchiotto del Giocattolaio ed è finalmente felice. L'uomo commosso decide di riprendere a fare i giocattoli, quando i Puffi si accorgono che il laboratorio va a fuoco. Grande Puffo, con l'aiuto di alcuni giocattoli, riesce a spegnere l'incendio; con il pericolo sventato, il Giocattolaio fa tornare i Puffi come prima. Non volendo separarsi dal suo orsacchiotto, il Giocattolaio decide di regalare a Baby Puffo diversi balocchi.

## Un lavoro da Puffolini
- Titolo originale: Bringing Up Bigfeet

### Trama
I Puffolini vorrebbero occuparsi di Baby Puffo, ma gli altri Puffi non vogliono. I quattro decidono di andare a casa di Bue Grasso e Mucca Grassa: ella vorrebbe partecipare al ballo dell'orco, ma i due devono occuparsi di loro nipote Piedone. Bontina decide di offrirsi da babysitter, aiutata dagli altri tre, e Bue Grasso accetta, ma minaccia di guai seri se dovesse succedere qualcosa al piccolo orco. I quattro portano Piedone al villaggio, ma a causa della loro inesperienza combinano una serie di guai; inoltre l'orchetto causa dei danni a Pufflandia. I Puffolini allora lo portano a giocare nella foresta, ma vengono inseguiti da Gargamella. Quando lo stregone sta per catturarli, viene fermato da Bue Grasso, che lo scaraventa nella sua stamberga. Mucca Grassa incarica poi i Puffolini di badare a Piedone, con gioia di Bontina e disappunto di Naturone, Sciattone e Sciccoso.

## Il Rospetto Scarlatto
- Titolo originale: Scarlet Croaker

### Trama
Per cena Golosone vorrebbe preparare lo stufato di radici di palude, ma per prendere gli ingredienti occorre andare nella palude dei brividi e dei sospiri, dove ci sono i mostri-rospi. Nel frattempo Stagnoso, Fangoso e Melmoso devono addestrare Verruchino, il figlio del capitano delle guardie, a essere guerriero; Fangoso si traveste da mostro della palude, ma il piccolo scappa terrorizzato. Intanto Golosone, Vanitoso, Forzuto, Puffetta, Bontina e Nonno Puffo raggiungono la palude; qui Bontina si allontana dal gruppo e incontra Verruchino. I due iniziano subito a fare amicizia, ma a causa della loro imprudenza Verruchino rischia di precipitare in un dirupo dove c'è un mostro. Dopo essere stato salvato dai Puffi, Verruchino viene raggiunto dai mostri-rospi, i quali credono che il piccolo guerriero abbia catturato sei Puffi in un colpo solo. Re Paludone costringe quindi i Puffi a lavorare per i preparativi del ballo della palude. Verruchino spiega a suo padre che i Puffi gli hanno salvato la vita, ma il capitano non gli crede. In seguito un mostro-rospo chiamato Rospetto Scarlatto libera Golosone, Vanitoso, Puffetta e Nonno Puffo; il re decide allora di usare Forzuto e Bontina (ancora prigionieri) come esca per attirare il Rospetto Scarlatto al ballo. Nel frattempo alcuni Puffi rimasti al villaggio raggiungono la palude e incontrano Golosone, Vanitoso, Puffetta e Nonno Puffo, che spiegano cosa successo a Bontina a Forzuto: tutti insieme vanno a liberarli. Grazie all'aiuto del Rospetto Scarlatto e di Verruchino, i Puffi riescono ad andarsene illesi. Verruchino scopre poco dopo che suo padre era il Rospetto Scarlatto: voleva ringraziare i Puffi per aver salvato la vita di suo figlio.

## Un dottore a Pufflandia
- Titolo originale: Calling Dr. Smurf

### Trama
Copione cerca di scoprire qual è la sua vocazione e, dopo aver provato ad aiutare vari Puffi, decide che farà il dottore. Quella notte Grande Puffo si reca da Omnibus e presta un suo manuale di consultazione medica a Copione. Il giorno dopo quest'ultimo cerca di visitare gli altri Puffi, ma continua a formulare diagnosi errate. Burlone allora decide di tingere dei puntini in faccia agli altri Puffi. Essi vengono così ricoverati a casa di Copione, ma, in un momento in cui l'aspirante dottore non è a casa, Puffetta scopre il trucco e si arrabbia con Burlone. Quattrocchi però apprende che il rimedio alla loro "malattia" sono delle radici di palude salata. Temendo per l'amico, i Puffi vanno a salvarlo. Poco dopo a Burlone vengono veramente delle macchie e Copione lo cura. Quando però Grande Puffo gli dice che dovrà studiare per anni prima di poter essere un medico, Copione decide di provare a diventare contadino.

## La musica muta
- Titolo originale: Can't Smurf the Music

### Trama
I Puffolini si esercitano a cantare perché quella sera vi sarà il festival di primavera. Cloridrite intanto fa un incantesimo per attirare in un corno tutte le note musicali, che diventano mute. Stonato, suonando la tromba, segue le note che ne escono, insieme a Minatore e Grande Puffo, giungendo al castello di Cloridrite. Qui cercano un contro-incantesimo, ma scoprono che l'unico modo per annullare il maleficio è la musica. La strega li scopre e cattura Grande Puffo e Stonato. Nel frattempo Sciattone incontra Laconia; ella, col linguaggio dei segni, gli spiega che, anche se non si può più udire la musica, si può sentire comunque quella che è dentro di sé e si può cantare col linguaggio delle mani. Minatore arriva al villaggio e avverte gli altri Puffi. Cloridrite intanto sta per gettare Stonato e Grande Puffo in un fuoco, ma arrivano sul posto Laconia e un gruppo di Puffi, che, cantando col linguaggio dei segni, riescono a rompere il maleficio. Cloridrite scappa e i due prigionieri vengono liberati. Quella sera a Pufflandia i Puffolini cantano, con gli altri Puffi e Laconia come spettatori.

## Il tamburo magico
- Titolo originale: The Royal Drum

### Trama
Nonno Puffo racconta di quando, durante un viaggio in Africa, dopo aver avvistato delle zebre, cadde dalla giraffa che cavalcava, spaventata da un leone. Cercando di sfuggirgli Nonno Puffo cadde nelle sabbie mobili e venne salvato da una donna di nome Imani, la principessa di una tribù, e dalla sua scimmia Jimba. Imani raccontò poi a Nonno Puffo che sua madre gli donò un tamburo magico, tempestato di diamanti, in grado di domare gli animali feroci; poco dopo l'anziano Puffo dovette andare, con dispiacere della donna. Nel presente i Puffi non credono alla storia e Nonno Puffo decide di andarsene frustrato.
Intanto Imani e sua madre Tasha donano al principe Gerardo un leone, una giraffa e una zebra. La regina ordina alla figlia di suonare il tamburo per calmare il leone, quando due briganti complottano di rubare il prezioso strumento a percussione. Quella notte i due malfattori liberano le bestie e, mentre Imani suona il tamburo per calmarle, Tasha e Gerardo vanno al loro inseguimento; Nonno Puffo sente il suono e si sveglia. Intanto i malintenzionati mettono KO la guardia e attaccano Imani, che fugge terrorizzata. Nonno Puffo raduna gli altri, ma nessuno sente nessun tamburo e quindi non viene creduto, tranne da Bontina. Il giorno dopo Imani nasconde il tamburo sotto un mucchio di foglie, dopodiché viene catturata dai due malfattori, che la portano nel loro covo. Nel frattempo Naturone e Bontina trovano lo strumento musicale e lo portano al villaggio; Nonno Puffo è felicissimo e lo usa per chiamare la principessa. Così facendo però arrivano sul posto il leone, la zebra e la giraffa, seppur tranquilli. Jimba intanto avverte i Puffi e decidono di andare a salvare Imani. Riescono a liberarla, ma i due malintenzionati catturano Nonno Puffo; arriva però sul posto il leone, spaventando gli uomini. Poco dopo Imani si riunisce con la madre.

## L'uovo magico
- Titolo originale: It's a Puppy's Life

### Trama
Gargamella lascia nella foresta un uovo di ectoplasma che permette al malvagio stregone, che possiede l'altro uovo, di invertire la sua anima con quella di Grande Puffo; lo scopo di Gargamella è poter diventare capo dei Puffi e guidare tutti nella sua pentola. Sciccoso poco dopo trova l'uovo e lo porta al villaggio. Mentre Grande Puffo lo esamina, Gargamella fa l'incantesimo per scambiare la sua anima con quella di chi ha l'altro uovo. In quel momento Cucciolo si impossessa dell'uovo, facendo sì che lo scambio avvenga tra il cane e lo stregone. Nel villaggio "Cucciolo" cattura numerosi Puffi chiudendoli in una buca. Quando Grande Puffo sta per essere catturato, casualmente distrugge l'uovo, annullando l'incantesimo. Infine Cucciolo trova i Puffi e li salva.

## Chi disprezza puffa
- Titolo originale: Sweepy Smurf

### Trama
Puffo Spazzacamino pulisce le canne fumarie dei camini dei Puffi, piombando nelle loro case senza avvertire e facendoli arrabbiare. Spazzacamino spiega ai Puffolini che stringergli la mano porterebbe fortuna; così essi convincono gli altri che, stringendogli la mano, si abbia fortuna. Dopo un po' però i Puffi capiscono la verità e si arrabbiano con Spazzacamino. I Puffolini intanto devono sorvegliare Baby Puffo, ma lo perdono e va in casa di Golosone; poco dopo l'abitazione va a fuoco, con il neonato chiuso dentro. Spazzacamino entra dalla canna fumaria e apre una finestra, riuscendo a salvare in tempo Baby Puffo.

## Tanto caldo per l'inverno
- Titolo originale: Journey to the Center of the Smurf

### Trama
Minatore e Tontolone trovano delle strane pietre in miniera e iniziano a indagare. Nel mentre tutti gli altri Puffi si preparano per l'inverno; durante una nevicata finiscono la legna e temono di morire congelati. Nel frattempo Minatore scopre casualmente una galleria di aria calda e la mostra agli altri Puffi. Qui trovano degli strani personaggi che mettono le "pietre nere", in realtà carbone, in una caldaia al centro della Terra. Il capo dei lavoratori però accusa i Puffi di essere ladri di carbone e li obbliga a lavorare. Minatore e Inventore però costruiscono una macchina per aiutare gli strani esseri a mettere il carbone nella caldaia. Grato ai Puffi, il capo li libera e dona loro del carbone per l'inverno.

## L'albero della crescita
- Titolo originale: The Tallest Smurf

### Trama
Nonno Puffo porta i Puffolini all'albero della crescita, dove sono incise le tacche di crescita di ogni Puffo. Sciattone però è il più basso e, venendo deriso dagli altri Puffolini, si deprime. Contadino intanto incontra Genio Zuccone ed esprime il desiderio di vedere Sciattone felice. Quella notte il genio arriva sul letto di Sciattone ed egli afferma di voler di essere il più alto. Il giorno dopo Sciattone incontra due gnomi rimasti senza cibo e li porta al villaggio. Poco dopo Sciattone apprende di non essere cresciuto, ma in compenso gli altri Puffi sono diventati ancora più piccoli. Sciattone torna al villaggio e spiega cosa è successo a Grande Puffo, che gli ordina di trovare Contadino. Nel frattempo i Puffi entrano a casa del genio (una zucca), quando arrivano sul posto i due gnomi di prima, che affamati mettono a bollire la zucca. Contadino chiama il genio, che fa tornare tutto come prima, salvando i Puffi in tempo. Naturone, Sciccoso e Bontina chiedono scusa a Sciattone, che afferma di voler crescere come la natura vuole. Contadino e Zuccone offrono quindi un lauto pasto ai due gnomi.

## Il ladro di essenze
- Titolo originale: Essence of Brainy

### Trama
Mentre Grande Puffo va da Omnibus, un postino consegna a Lenticchia un regalo per Gargamella; il ragazzo però decide di aprirlo e scopre che vi è un estrattore di essenze e inizia a usarlo in modo improprio. Quattrocchi intanto a causa della sua arroganza viene buttato fuori dal villaggio, vicino a dove si trova Lenticchia, che decide di catturare l'essenza del saccente Puffo. Quest'ultimo, di colore pallido e completamente apatico, viene trovato da Tontolone, che lo riporta al villaggio. Gli altri Puffi notano il diverso comportamento di Quattrocchi e, vedendo Lenticchia usare l'estrattore su un lupo, realizzano quanto successo, così vanno a riprendersi l'essenza. Dopo alcune disavventure i Puffi riescono a riprendersi l'essenza di Quattrocchi; tuttavia Tontolone la rovescia accidentalmente addosso a Burlone, Puffetta e Forzuto, che si mettono a litigare. Quando Grande Puffo ritorna riesce a sistemare tutto.

## La pozione magica di Lenticchia
- Titolo originale: Dr. Evil and Mr. Nice
- Titoli ulteriori: Riedizione in DVD Gargamella alla riscossa

### Trama
Durante i preparativi per il picnic annuale dei Puffi, essi iniziano a litigare; Grande Puffo li invita a scrivere le lamentele su dei fogli e a metterli in una scatola. Intanto Lenticchia decide di creare una pozione per rendere Gargamella un bravo mago. Lenticchia fa credere al suo mentore che la pozione faccia diventare ancora più spietati, così il mago la usa su di sé e diventa gentile, incontrando poco dopo i Puffolini. Tornato alla stamberga, però, l'incantesimo svanisce e Gargamella obbliga il suo assistente a creare la stessa pozione. Nel frattempo Grande Puffo annuncia ai Puffi l'intenzione di distruggere la "scatola del rancore" e invita gli altri a dimenticare le divergenze, ma i protagonisti litigano ancora. Nel tentativo di far tornare la pace al villaggio, Bontina decide di invitare Gargamella al picnic, ignara che l'incantesimo è finito, e gli lascia una mappa per raggiungere Pufflandia. Lenticchia prepara ancora la pozione, ma senza i petali di pansé. Il filtro magico viene ancora usato da Gargamella e, a causa dell'ingrediente assente, si trasforma ripetutamente da buono a cattivo. Arrivato a Pufflandia, Gargamella cattura i Puffi e, chiusi in gabbia, essi decidono di perdonare i loro dissapori. Mentre il perfido mago si appresta a mangiare i Puffi spruzza la pozione su Lenticchia per farlo diventare spietato. Così facendo il ragazzo diventa buono e libera i Puffi, venendo però inseguito da un furibondo Gargamella. Quella notte i Puffi fanno esplodere la scatola come se fosse un pacco di Burlone.

## La radice della discordia
- Titolo originale: The Root of Evil

### Trama
Mentre Omnibus e Grande Puffo giocano a dama, Cloridrite pianta dei semi magici che fanno spuntare la radice del diavolo, che causerà la discordia in coloro che ne entrano in contatto. Presto la radice raggiunge la casa di Omnibus e Pufflandia, rendendo irritabili e vendicativi tutti quelli che ne entrano in contatto, tranne Baby Puffo. Quando Grande Puffo ritorna, crede erroneamente che la responsabile sia Madre Natura; poco dopo Baby Puffo, toccando Grande Puffo, lo fa tornare alla normalità. Il gruppo decide di andare da Madre Natura, ma ella, furiosa per essere stata accusata ingiustamente, si vendica con un fulmine. Grande Puffo allora ordina loro di seguire la radice, giungendo al castello di Cloridrite. I Puffi prendono una sega e tagliano la radice: tutti tornano come prima e riescono a fuggire prima che la malvagia strega li catturi.

## I Puffolini spioni
- Titolo originale: Tattle Tail Smurfs

### Trama
Pittore sta realizzando una statua di Grande Puffo, ma ha finito l'argilla e va a prenderne di altra. Arriva sul posto Quattrocchi che modifica la statua a suo piacimento e, quando Pittore ritorna, Naturone, Sciccoso e Bontina gli rivelano la verità. L'artista allora costringe Quattrocchi a stare in posizione per realizzare una sua statua simile al Discobolo. Poco dopo Golosone chiede ai Puffolini di allungare la "gomma puffa" (corrispondente alla gomma da masticare); Quattrocchi però la taglia e, quando Golosone arriva, Naturone, Sciccoso e Bontina fanno ancora la spia. Quattrocchi è arrabbiato e decide di vendicarsi con un incantesimo per chi fa la spia. Venendo scoperto dai Puffolini, Quattrocchi versa per errore una fiala piena di sciroppo di ippogrifo; così facendo il codino di chi fa la spia cresce, ma a causa dell'ingrediente in eccesso l'effetto degenera. Quando Grande Puffo arriva, sgrida Quattrocchi e cerca un antidoto per i Puffolini. Contravvenendo alle raccomandazioni del capo, Quattrocchi li porta nella foresta, ma vengono catturati da Gargamella. Sciattone però si salva e, all'inizio titubante, avverte Grande Puffo, che nel frattempo ha trovato l'antidoto. Gargamella sta per mettere Naturone, Sciccoso e Bontina nella pentola, quando arrivano Grande Puffo, Golosone e Sciattone con l'antidoto, facendo tornare i codini come prima e permettendo ai tre Puffolini di andarsene, mentre Quattrocchi viene liberato da Golosone. Al villaggio, Grande Puffo rivela che la coda di Sciattone non si è allungata, siccome non ha fatto la spia: ha solo avvertito Grande Puffo del pericolo.

## Golosone entra in sciopero
- Titolo originale: Greedy Goes on Strike

### Trama
Sentendosi disprezzato dai Puffi, Golosone decide di rifiutarsi di cucinare per gli altri e andarsene dal villaggio. Gli altri Puffi allora provano a cucinare, ma gli esiti non sono quelli sperati. Mentre fa un picnic, Golosone viene rapito da due gnomi affamati, che lo portano al "castello" (in realtà un cumulo di pietre). Il re degli gnomi è ossessionato dal cibo e disprezza il lavoro del capocuoco, a tal punto di farlo rinchiudere nelle segrete; inoltre il principe desidererebbe trascorrere del tempo con suo padre, ma viene costantemente respinto. Poco dopo i due gnomi fanno assaggiare il cibo di Golosone al sovrano e gli spiegano chi l'ha preparato. Il re allora delega Golosone come nuovo capocuoco. Il nuovo lavoro è estenuante per Golosone e, nonostante il principe cerchi di aiutarlo, desidererebbe prendersi un giorno di ferie; tuttavia il re non vuole sentire ragioni e lo rinchiude in cella, dentro cui vi sono altri capocuochi. Il principe arriva sulla porta della cella e Golosone gli chiede di cercare Grande Puffo. L'erede al trono incontra Grande Puffo, Quattrocchi, Tontolone e Vanitoso e insieme vanno dal re, che fa scegliere a Golosone se stare in prigione o lavorare come cuoco. Grande Puffo spiega al re che i cinque Puffi prepareranno una festa in suo onore: l'idea dell'anziano Puffo è fuggire mentre i reali dormono, ma il piano fallisce quando Tontolone sveglia tutti calpestando un piatto. Il re ordina alle guardie di arrestare i Puffi, ma vengono difesi dal principe, il quale minaccia di andarsene qualora dovesse farlo e gli rinfaccia che Golosone gli ha dato più affetto di suo padre. Inoltre Grande Puffo spiega al re che anche il loro cuoco se ne è andato per il loro egoismo e invita il sovrano a riflettere se è meglio perdere il figlio o il cibo. Il re capisce i suoi errori, così libera i Puffi e i cuochi prigionieri.

## Una gran voglia di piangere
- Titolo originale: Crying Smurfs

### Trama
Timido piange costantemente, perché avvilito per gli altri. In seguito Grande Puffo realizza una rosa assai profumata e, mentre la fa annusare a Timido, una goccia della pozione magica cade su delle cipolle; così facendo esse hanno un odore pungente e Golosone le usa per preparare un'insalata che viene poi mangiata dagli altri Puffi, tranne Forzuto e Grande Puffo. Tutti quelli che l'hanno mangiata, a causa delle cipolle, diventano tristi a tal punto da piangere come fontane e allagare letteralmente il villaggio. Alcuni Puffi vanno a prendere un ingrediente per l'antidoto, ma vengono inseguiti da Gargamella. Timido intanto viene catturato dal malvagio stregone, ma i Puffi credono che sia stato ucciso; dopo che Grande Puffo li ha fatti tornare come prima, piangono per l'amico. Forzuto arriva a casa di Gargamella e con successo libera Timido.

## Puffati nel futuro
- Titolo originale: Future Smurfed

### Trama
Baldassarre vuole vedere il futuro e Gargamella lo porta da Padre Tempo. Qui i due distruggono la porta della caverna e, dopo aver intrappolato l'anziano mago in una rete, si appropriano della sua falce. Baldassarre vorrebbe usarla per sfondare la dimensione temporale verso il futuro, ma la apre verso milioni di anni fa, facendo arrivare sul posto un cucciolo di dinosauro. L'animale raggiunge Naturone, Bontina e Sciattone, con cui fa subito amicizia; essi decidono di condurlo al villaggio. Siccome i dinosauri si sono estinti, Grande Puffo sospetta che qualcosa abbia modificato la progressione dei secoli. Decide allora di portarlo da Padre Tempo, ma arrivati alla caverna i Puffi non lo trovano; inoltre l'animale inizia a collassare. In quel frangente Quattrocchi trova un pezzo del cappello di Baldassarre; Naturone capisce che è lui responsabile della scomparsa di Padre Tempo, così Grande Puffo, Quattrocchi, Tontolone, Sciccoso, Bontina e Naturone si recano nel castello dell'abominevole stregone. Vengono però imprigionati da Gargamella, che, su ordine del suo padrino, li porta fuori dal castello. Sciattone cerca di difendere i suoi amici, ma viene anche lui catturato; il dinosauro lo vede e, usando le sue ultime forze, salva i Puffi. Essi poi liberano Padre Tempo, che riporta il dinosauro nella sua epoca.

## Un pupazzo poco puffoso
- Titolo originale: Gargamel's Dummy

### Trama
Per lo spettacolo delle grandi attrazioni, Burlone costruisce un pupazzo da ventriloquo di Gargamella. Il vero stregone però si impossessa del burattino e fa una magia su di esso, per fargli distruggere Pufflandia. I Puffi credono che sia colpa di Burlone e gli proibiscono di partecipare allo spettacolo. Dopo aver chiuso il pupazzo in una botola sotto il pavimento di casa, Burlone va a cercare un controincantesimo nella catapecchia di Gargamella, riuscendo a malapena a sfuggirgli. Nel frattempo il burattino si libera e cerca di far saltare in aria le case dei Puffi, ma Burlone arriva sul posto e lo rende inerte con la formula magica. Gli altri Puffi allora si scusano con lui.

## Il topazio della verità
- Titolo originale: Smurfs on the Run

### Trama
È il compleanno di Bontina ed ella, insieme a Forzuto e agli altri Puffolini, deve raccogliere della legna. In quel frangente vengono inseguiti da Gargamella e Bontina si nasconde in una caverna lussureggiante. Cercando di catturarla, lo stregone urta una colonna, mandando in frantumi una pietra preziosa posta su una bilancia a due piatti. Subito dopo appare lo spirito della giustizia e rivela che la gemma rotta è il "topazio della verità" e insieme al "diamante della menzogna" serve per mantenere l'equilibrio tra verità e bugia. Il mondo ora è in preda alla bugia, così lo spirito condanna i due a restare incatenati e a riportare un topazio dal tempio della verità nascosta. Arrivati al tempio, i due devono superare alcune trappole fino a trovare il topazio. A questo punto Gargamella promette di essere amico con Bontina, ma è una bugia. Alla caverna, la bugia di Gargamella viene scoperta e il perfido mago urta la colonna: nonostante riesca a salvare il topazio e il diamante, finisce per rompere la colonna e la bilancia. Bontina torna al villaggio e, nonostante capisca che Gargamella non cambierà mai, è preoccupato per lui. Lo stregone intanto è costretto a rimpiazzare la bilancia distrutta sostenendo i cristalli con le mani.

## L'amico di Tontolone
- Titolo originale: A Myna Problem

### Trama
Nei cespugli di puffragole, Gargamella piazza delle trappole per i Puffi, che finiscono per catturare una gracula, la quale viene liberata dallo stregone. Tontolone porta il volatile al villaggio e Grande Puffo medica la sua ala ferita. La gracula però ripete ad alta voce tutto quello che sente, causando problemi al villaggio. Quando l'ala è a posto, Tontolone e Quattrocchi liberano l'uccello nella foresta. Poco dopo Lenticchia pronuncia un incantesimo che trasforma gli esseri viventi in papere. L'incantesimo viene sentito anche dalla gracula, che tramuta in tali uccelli diversi Puffi, i quali vengono catturati da Lenticchia. Forzuto però avverte Grande Puffo dell'accaduto e quest'ultimo trova un controincantesimo, dopodiché i due vanno a salvare i loro amici. Gargamella libera le papere e poco dopo la gracula pronuncia il controincantesimo, facendo tornare il tutto come prima e gettando lo stregone nella frustrazione.

## Il paese dell'abbondanza
- Titolo originale: The Horn of Plenty

### Trama
Madre Natura, a causa di una bacchetta magica difettosa, distrugge tutto il raccolto dei Puffi, che stanno facendo provviste per l'inverno. Grande Puffo spiega che si arrangeranno con quello che hanno già. Durante una nevicata, mentre i Puffi condividono una pannocchia, Golosone tiene nascosti dei pasticcini per sé, facendo infuriare gli altri. Grande Puffo, Naturone, Golosone, Quattrocchi, Contadino e Puffetta decidono di andare alla terra dell'abbondanza dove un corno magico procura cibo a chi vive lì. I Puffi provano a chiedere al re un po' di cibo, ma egli non lo vuole condividere con gli stranieri. Poco dopo Lenticchia di appropria del corno e fugge, senza che le guardie reali riescano a catturarlo. I Puffi decidono di prendersi il corno e al viaggio si unisce anche il principe, che dà loro qualcosa da mangiare. Arrivati alla casa di Gargamella, Grande Puffo, Naturone, Quattrocchi, Contadino e Puffetta vengono catturati dallo stregone. Tre cinghiali però irrompono a casa di
Gargamella, permettendo ai Puffi catturati di fuggire. I Puffi possono così far scorta di cibo – per sé e per gli animali – per poi restituire il corno al re.

## Io puffo sugli alberi
- Titolo originale: I Smurf to the Trees
- Titoli ulteriori: Riedizione in VHS La foresta scomparsa

### Trama
Usando una pozione magica di Madre Natura, Gargamella fa parlare la grande quercia, ma l'albero non sa dove si trovi Pufflandia e si mette a inseguire il perfido mago. Quest'ultimo, tornato a casa, spruzza con un mantice la stessa pozione su tutti gli alberi della foresta, che si comportano in modo ostile coi Puffi. La grande quercia intanto incontra Nonno Puffo, Naturone e Quattrocchi, che scoprono chi è stato ad animarlo. Tornati al villaggio, i tre scoprono che i Puffi sono stati catturati da Gargamella e chiedono aiuto ai vari alberi. Essi salvano i Puffi prima che Gargamella li mangi, ma subito dopo le piante rischiano di morire, non avendo le radici piantate nel terreno. Madre Natura con un incantesimo fa tornare tutto come prima.

## La nuvola di Tontolone
- Titolo originale: Clumsy's Cloud

### Trama
Grande Puffo manda Tontolone nella foresta, per prendere le radici di campanula per curare il raffreddore di Nonno Puffo. Dopo averle trovate, Tontolone cade in uno stagno, attira una nube verso il villaggio e chi sta sotto di essa è vittima della sfortuna; inoltre continua ad aumentare di dimensione. Grande Puffo scopre poi che la nube proviene dalla palude nera – un luogo maledetto – e chi sta sotto è colpito dalla sventura; per liberarsene occorre coprirla con un rivestimento d'argento. Nonno Puffo, Grande Puffo e Tontolone decidono di andare da Glut, un folletto avido che possiede di tutto. All'inizio il folletto non vuole aiutare i Puffi, ma poi è costretto a cedere, siccome anche lui ha un pezzo di nuvola in testa. Tontolone avvolge la nuvola nel rivestimento ed essa scompare.

## Il Puffo-topo di biblioteca
- Titolo originale: Bookworm Smurf
- Titoli ulteriori: Riedizione in VHS Un Puffo da biblioteca

### Trama
Grande Puffo legge una storia a Bontina, la quale gli chiede di leggerla nuovamente, ma essendo lui impegnato le promette di rileggergliela appena può e le assicura che presto avrebbe imparato a leggere. Poco dopo Quattrocchi regala un libro a Bontina, la quale gli riferisce di non saper leggere; il saccente Puffo si offre di insegnarglielo, ma i suoi insegnamenti risultano noiosi. Nel frattempo Baby Puffo si ammala e Grande Puffo, non trovando nessuna cura, decide di chiedere aiuto a Omnibus. A Pufflandia, Bontina cerca nel laboratorio di Grande Puffo un libro per poter imparare a leggere e le capita tra le mani un libro magico dove appare una formula che, se pronunciata, esaudirà ogni desiderio; in un impeto di ira dice di non voler più vedere un libro intorno a sé, così tutti i libri nel laboratorio scompaiono, compreso il libro magico. Purtroppo spariscono anche gli altri libri a Pufflandia e quelli di Omnibus. Grande Puffo torna al villaggio e trova la situazione disastrosa: la malattia di Baby Puffo è peggiorata e senza i libri gli altri Puffi non riescono a sbrigare le loro faccende. Bontina confessa tutto a Grande Puffo e i due si recano al pozzo della saggezza, per convincerlo a restituire i libri. Quando Grande Puffo e Bontina arrivano al pozzo, esso spiega che li restituirà solo quando chi ne ha provocato la scomparsa gli offrirà qualcosa che abbia molto valore. Bontina gli propone i suoi oggetti personali a cui tiene, ma il pozzo le dice che necessita di qualcosa che valga ancora di più. Quando Bontina scoppia in un pianto e le cade una lacrima che finisce nel pozzo, il magico pozzo dice che la cosa più preziosa è proprio una lacrima che provenga dal cuore, così restituisce i libri. Al villaggio, grazie ai libri, Grande Puffo riesce a creare l'unguento per far guarire Baby Puffo, mentre gli altri Puffi possono sbrigare le loro faccende.

## La zucca magica
- Titolo originale: Farmer's Genie

### Trama
Una notte nei campi di Contadino spunta una zucca magica. Il giorno dopo l'agricoltore la coglie e da essa fuoriesce Genio Zuccone, che è stato imprigionato nell'ortaggio per non aver accontentato il suo precedente padrone. Per averlo liberato, il genio può soddisfare ciò che Contadino desidera, ma ogni volta Zuccone finisce per peggiorare la situazione. A un certo punto Contadino desidera un po' di pioggia per i campi, ma il genio provoca un acquazzone; furioso, l'agricoltore desidera non aver mai aperto la zucca magica, ma il tutto gli si ritorce contro siccome non può annullare l'incantesimo. Il diluvio degenera a tal punto che i Puffi stanno per evacuare il villaggio. Contadino spiega l'accaduto a Grande Puffo e Bontina, la quale suppone che il genio sia ancora nella zucca nell'orto. L'agricoltore trova l'ortaggio liberando il genio, che fa splendere il sole.

## Il ballo delle scope volanti
- Titolo originale: Scruple's Sweetheart

### Trama
La strega buona Brenda vuole partecipare al ballo delle scope volanti, ma nessuno vuole accompagnarla. Puffetta, Pittore, Tontolone e Burlone decidono di portarla al villaggio per farla sentire bella e affascinante. Mentre il gruppo si reca a Pufflandia a cavallo della scopa, i Puffi cadono, atterrando in testa a Gargamella. Mentre scappano Brenda arriva sul posto e si innamora di Lenticchia. Gargamella blocca i Puffi in un albero, ma la strega li salva con un incantesimo; Lenticchia assiste alla scena e desidera impossessarsi della sua bacchetta. Al villaggio, la strega annuncia la sua volontà di ballare col ragazzo incontrato prima, ignara delle sue reali intenzioni. Dopo che Puffetta le ha consigliato di essere sé stessa, Brenda va nella foresta per rivedere Lenticchia e invitarlo al ballo: il ragazzo accetta, ma solo per il suo losco scopo. Quella sera alla festa Puffetta, Pittore, Tontolone e Burlone scoprono che il ballerino di Brenda è Lenticchia e cercano di avvertirla, ma vengono scoperti da Gargamella, che li insegue. Lenticchia ruba la bacchetta e la usa per far scivolare Gargamella, ma quest'ultimo se ne impossessa e la usa per catturare i Puffi. Puffetta si salva e, grazie all'aiuto di Brenda, libera i suoi amici, dopodiché la giovane strega si riprende la bacchetta e punisce Gargamella, Birba e Lenticchia trasformandoli per un giorno in maiali.

## Padron Lenticchia
- Titolo originale: Master Scruple

### Trama
Genio Zuccone causa problemi a Contadino che gli impone di cercarsi un altro padrone. Mentre i Puffi cercano di ritrovare il genio, Gargamella va da sua madre e affibbia a Lenticchia una sfilza di lavori. Il ragazzo trova la zucca magica e libera il genio; decide di usarlo per farsi rispettare da Gargamella. Quando il mago torna a casa, la trova simile a una reggia e con Lenticchia seduto su un trono che, servendosi di Zuccone, dà ordini a Gargamella. Con un inganno, quest'ultimo diventa il nuovo padrone del genio ed esprime il desiderio di catturare tutti i Puffi. Zuccone, suo malgrado, crea un tornado che risucchia tutti i Puffi, tranne Grande Puffo, e li rinchiude in una gabbia nella casa di Gargamella. Grande Puffo però fa sì che Gargamella esprima il desiderio che Contadino ritorni il padrone di Zuccone; ciò permette ai Puffi di salvarsi.

## I Puffolini e la bacchetta della creazione
- Titolo originale: The World According to Smurflings

### Trama
Madre Natura, cercando di sistemare la coda di uno scoiattolo, cade da un albero e si fa male alla schiena. Intanto un lupo avvista una rana, che scappa verso Pufflandia, dove crea alcuni problemi finché viene tranquillizzata da Naturone. Madre Natura arriva sul posto e, vedendo la scena, decide di affidare l'incarico di rinnovamento della foresta a Naturone, mentre Grande Puffo la cura. L'anziana fata affida una lista di cose a Naturone, ma a lui si uniscono anche Bontina, Sciccoso e Sciattone che però vogliono fare di testa loro, stravolgendo la natura. Dopo che Bontina ha reso una moffetta profumata e Sciccoso ricoperto di marshmallow la schiena di un porcospino, la bacchetta viene persa. Così facendo però il lupo di prima rischia di mangiare i Puffolini e i due animali trasformati, che non possono difendersi. Madre Natura la ritrova e riesce in tempo a riportare tutto come prima, dopodiché Grande Puffo spiega ai Puffolini che l'equilibrio naturale non va mai alterato.

## La penna magica
- Titolo originale: The Enchanted Quill

### Trama
Nonno Puffo e Grande Puffo annunciano che i Puffolini quella notte dovranno provare a sopravvivere da soli nella foresta. Nel frattempo Lenticchia, studente della scuola di magia, si prende gioco del professore e dei compagni, tanto che il decano decide di farlo diventare apprendista di Gargamella, anche lui ex studente, con lo scopo di fargli superare l'esame di riammissione. Lo stregone però lo costringe a lavorare. Intanto Nonno Puffo, Grande Puffo, Quattrocchi e Puffetta accompagnano i Puffolini nella foresta. Lungo la strada trovano Lenticchia che dorme e, sentendo arrivare Gargamella, scappano. Gargamella e Lenticchia entrano in una caverna per raccogliere i funghi, ma vedono i Puffi e li inseguono, mancandoli. A casa, per aver insultato Gargamella, Lenticchia viene costretto a spolverare i libri, finché legge su uno di essi dell'esistenza di una penna magica che scrive da sola e non commette mai errori. Il ragazzo vorrebbe poterla usare per superare l'esame di riammissione; anche il mago la vorrebbe, per sapere la strada per Pufflandia. Quella notte i Puffolini seguono di nascosto Gargamella, Lenticchia e Birba dentro un castello, alla ricerca della penna magica. I Puffolini la trovano ed essa scrive di essere ricercata da Gargamella. Dopo alcune disavventure Gargamella riesce a trovarla e le fa disegnare la mappa per raggiungere Pufflandia. I Puffolini lo scoprono e avvertono Grande Puffo, che decide di costruire una penna che scrive solo errori. A bordo di Bianca, Poeta e Nonno Puffo gettano dell'acqua sulla mappa di Gargamella, cancellandola. Dopo aver chiuso Gargamella, Lenticchia e Birba in sacchi, i Puffi cambiano la penna che dice la verità con quella che scrive errori. Ignari dello scambio, lo stregone viene inseguito da dei grifoni sputafuoco, mentre il ragazzo non riesce a superare l'esame di riammissione e torna a essere apprendista di Gargamella. Grande Puffo intanto dà delle medaglie ai Puffolini, per aver salvato il villaggio, per poi riportare la penna al castello.
Informazioni: in questo episodio Lenticchia fa il suo esordio.

## Una spedizione poco puffosa
- Titolo originale: The Most Unsmurfy Game

### Trama
Quattrocchi porta i Puffolini nella foresta, ma si perdono e giungono nella terra dei mostri-rospi; dopo essere rimasti invischiati nelle sabbie mobili i cinque vengono catturati da re Paludone. A causa di un commento di Stagnoso, il re decide di liberare i Puffi e sfidare Melmoso, Fangoso e Stagnoso a catturarli per primi. Il giorno dopo, durante la battuta di caccia, Paludone fa di tutto pur di non far catturare i Puffi al trio. Nel mentre Quattrocchi cerca di fuggire dalla terra nemica, ma finisce per ingarbugliare di più la situazione. Alla fine, grazie a Naturone, riescono a tornare al villaggio.

## Cucciolo alla riscossa
- Titolo originale: Put upon Puppy

### Trama
Cucciolo continua a disubbidire e causa dei problemi ai Puffi. Mentre i Puffolini cercano di addestrarlo, Gargamella dà a Cucciolo un osso che gli permette di raggiungere Pufflandia. I Puffi vengono così catturati da Gargamella, ma Cucciolo arriva sul posto e Naturone fa sì che il cagnolino porti loro la chiave della gabbia.

## Un cuore d'oro per Puffo Meccanico
- Titolo originale: Heart of Gold

### Trama
Inventore mette un cuore d'oro per Puffo Meccanico, ma Quattrocchi lo disprezza. Mentre fugge da Lenticchia, il robot perde il cuore e diventa inerte. Il ragazzo lo porta a casa di Gargamella, che decide di dargli un cuore di pietra per farlo diventare malvagio. Su ordine di Gargamella, Meccanico cattura gli altri Puffi e li porta alla stamberga. Inventore e Tontolone si salvano dalla cattura e trovano il cuore d'oro; poco dopo arriva Meccanico che si comporta in modo ostile. Nel frattempo i Puffi riescono a liberarsi e arrivano sul posto Meccanico, Tontolone e Inventore, il quale lancia il cuore di pietra a Gargamella, stordendolo e permettendo ai Puffi di fuggire.

## Il vandalo del villaggio
- Titolo originale: The Village Vandal
- Titoli ulteriori: Riedizione in VHS Puffolandia in pericolo

### Trama
Gargamella trova casualmente una termite e la tratta con una pozione per farle aumentare l'appetito. La libera poi sul pelo di Cucciolo, che ritorna a Pufflandia. Mentre il cagnolino dorme, l'isottero inizia a divorare tutto il legno che si trova al villaggio, causando una serie di danni. Quattrocchi, in stile Sherlock Holmes, indaga insieme a Naturone per scoprire il "vandalo del villaggio". Ad un tratto Naturone nota che Baby Puffo insegue la termite e così scoprono che è lei la causa di tutto, e non un Puffo. Grande Puffo capisce che non è una termite normale e ordina di fermarla. Quattrocchi cattura la termite con il suo cappello da Sherlock Holmes e la porta da Grande Puffo, il quale scopre che l'insetto è stato trattato con un filtro che lo rende sempre più vorace man mano che mangia e i Puffi scoprono che c'è di mezzo Gargamella. Grande Puffo e Nonno Puffo cavalcando la cicogna Bianca volano sulla casa di Gargamella e gli liberano la termite all'interno del comignolo, e questa inizia a danneggiare la casa del malvagio stregone fino a distruggerla.

## Un marito per Agata
- Titolo originale: The Gallant Smurf

### Trama
Il principe Goffredo e Priscilla vorrebbero sposarsi, ma la regina Felicità dissente, perché la giudica una miserabile. La sovrana però permette il matrimonio se Priscilla le mostrerà qualcosa che non ha mai visto. Nel tentativo di diventare moglie di Goffredo, numerose fanciulle del regno cercano di far vedere a Felicità qualcosa di particolare, ma la regina le respinge tutte. Agata trova un manifesto con scritto che il principe cerca moglie e, mentre viaggia nella foresta, cerca di catturare Nonno Puffo, con lo scopo di mostrarlo a Felicità e sposarsi, ma Bontina lo salva in extremis. Agata poi usa una pozione magica per trasformarsi in un Puffo con i capelli arancioni e si spaccia per "Nonna Puffetta"; quando bacia Nonno Puffo, la strega ritorna come prima e lo cattura. Arrivata al castello di Felicità, Agata annuncia alla regina la sua intenzione di sposare il principe e intende farle vedere Nonno Puffo rinchiuso in gabbia. Quest'ultimo però fugge e si nasconde sotto il mantello di Goffredo. Quando Priscilla informa Felicità che non potrà mai separarli, la regina dice di non aver mai visto un'innamorata così devota come lei. Avendo mostrato qualcosa di nuovo per Felicità, lei è costretta suo malgrado ad acconsentire. Agata intanto cerca di far vedere alla regina Nonno Puffo, ma egli è scappato e la strega viene buttata fuori dal castello.

## La fata dei dentini
- Titolo originale: Sassette's Tooth

### Trama
A Bontina cade un dente e Grande Puffo le dice di metterlo sotto il cuscino del suo letto: quella notte la fata dei dentini lo prenderà in cambio di un regalo. La fata però rimane intrappolata in una ragnatela di Gargamella e, la mattina dopo, il dente è ancora sotto il cuscino, senza il dono. I Puffi allora la vanno a cercare: Grande Puffo, Naturone, Sciccoso e Forzuto ispezionano la foresta, mentre Quattrocchi, Tontolone e Sciattone la Montagna del Molare. Intanto Gargamella torna alla trappola, dove trova la fata e, dopo aver gettato via la sua bacchetta magica (uno spazzolino da denti), la rinchiude in una gabbia. Lo stregone poi si traveste da fata e incontra Quattrocchi, Tontolone e Sciattone, dopodiché li segue per raggiungere il villaggio. Naturone intanto rimane bloccato nella ragnatela e, dopo essere stato liberato, Forzuto trova la bacchetta; ciò fa capire a Grande Puffo che la trappola è opera di Gargamella. Grande Puffo, Naturone, Sciccoso e Forzuto arrivano a casa di Gargamella e, dopo aver riempito la stamberga di cipria, riescono a liberare la fata. Dopo averle ridato la bacchetta, i quattro Puffi accompagnano la fata al villaggio, dove Gargamella sta assalendo i Puffi. Per fortuna la fata lancia Gargamella nella sua stessa ragnatela e dà una medaglia a Bontina.

## Lo stile di Sciccoso
- Titolo originale: Snappy's Way
- Titoli ulteriori: Riedizione in DVD Il Puffo ribelle

### Trama
Sciccoso, per aver disubbidito a Golosone e a Puffetta, viene obbligato da Grande Puffo a raccogliere le Puffbacche e ad aiutare Puffetta a fare il bucato. Sciccoso incontra uno gnomo scozzese bloccato in una trappola e lo libera; per sdebitarsi lo gnomo decide di esaudire un suo desiderio. Il Puffolino vorrebbe che i grandi facciano quello che vuole lui e viene accontentato: quando un adulto dirà di no, Sciccoso dovrà pronunciare "doremi" e lui gli ubbidirà. Nel frattempo Bontina, Naturone e Sciattone stanno nuotando nel lago, ma sono in pensiero per il loro amico e vanno ad aiutarlo. Arrivati al villaggio, i tre trovano Sciccoso che tratta i Puffi come suoi servi e spiega quanto successo agli altri Puffolini. Essi decidono allora di cercare lo gnomo per convincerlo ad annullare il potere su Sciccoso. Intanto Sciccoso obbliga Grande Puffo, Stonato, Puffetta, Brontolone e Forzuto a farsi accompagnare sul monte Neverest, dove provoca una valanga. Cucciolo, Bontina, Naturone, Sciattone e lo gnomo trovano i Puffi sepolti nella neve e, dopo alcune disavventure, riescono a salvarli. Tornati al villaggio, Sciccoso capisce i suoi errori e rinuncia al potere.

## La foresta distrutta
- Titolo originale: Fire Fighting Smurfs
- Titoli ulteriori: Riedizione in VHS Al fuoco! Al fuoco!

### Trama
Sciccoso, Naturone, Bontina, Puffetta, Golosone e Cucciolo fanno un picnic nella foresta. Prima di tornare al villaggio, a Sciccoso viene assegnato il compito di spegnere il falò, ma sbadatamente l'ultimo secchio d'acqua gli cade; pensando che l'acqua già gettata fosse sufficiente, segue gli altri Puffi e torna al villaggio. Sul far della sera un colpo di vento riattiva le braci e le fa volare in giro per la foresta facendo scoppiare un incendio. Mentre i Puffi costruiscono una barriera per impedire al fuoco di arrivare al villaggio, le fiamme raggiungono anche la casa di Gargamella, che tenta di spegnere l'incendio insieme a Lenticchia. Intanto Grande Puffo, cavalcando la cicogna Bianca, usa una formula magica, per far piovere sul villaggio. Durante l'impresa però Grande Puffo e Cucciolo rimangono ustionati. Sentendosi in colpa, Sciccoso decide di aiutare Naturone a medicare Cucciolo. Siccome gli animali della foresta sono feriti e senza una casa Grande Puffo decide di aiutarli. Inventore costruisce dei rifugi temporanei per gli animali, dei macchinari per la riabilitazione e dei distributori di cibo. Sciccoso invece si dà da fare più di tutti e decide di aiutare Contadino a piantare dei nuovi alberi. I Puffi decidono di premiare Naturone e Sciccoso per il loro impegno conferendo loro una medaglia, ma Sciccoso pensa di non meritarla così fugge e la getta nel fiume scoppiando in un pianto addolorato. Intanto Gargamella e Lenticchia con il cannocchiale spiano i Puffi mentre si prendono cura degli animali e travestendosi da orsi si recano al villaggio. Grande Puffo crea un concime per far crescere rapidamente le piante e Sciccoso si offre di distribuirlo accuratamente sui semi appena piantati. Dopo aver preso l'acqua dal fiume per far bere gli animali feriti, due Puffi trovano la medaglia di Sciccoso. Tontolone intanto incontra Gargamella e Lenticchia vestiti da orsi e li conduce al villaggio; appena arrivati tolgono i vestiti e rapiscono i Puffi. Nel mentre Sciccoso confessa la verità a Grande Puffo e, dopo aver fatto ritorno al villaggio, lo trovano tutto deserto. I due apprendono che i Puffi sono in pericolo decidono di salvarli da Gargamella con l'aiuto degli animali della foresta. Sciccoso confessa la verità anche agli altri Puffi che decidono di perdonarlo vista la sua buona volontà nel recuperare il danno causato. Gli animali gli fanno festa e gli riconferiscono la medaglia al merito. La nuova foresta grazie al fertilizzante di Grande Puffo cresce rapidamente e tutti sono felici.

## Una puffosa invenzione
- Titolo originale: Handy's Window-vision

### Trama
In miniera Minatore, Forzuto e Inventore trovano un grosso cristallo che proietta l'immagine ad altri cristalli più piccoli. A Inventore viene l'idea di usarli per fabbricare la "Puffovisione" e ne mette una in casa di ogni Puffo. Così facendo però i Puffi si isolano a casa propria e non sbrigano le faccende. Nel frattempo Gargamella cerca dei diamanti e, sentendo le voci dei Puffi, entra in miniera, dove trova un cristallo che proietta quanto trasmesso nella Puffvisione. Grazie a un programma di Naturone, Gargamella riesce ad arrivare al villaggio e cattura i Puffi, tranne Grande Puffo, Quattrocchi e Pigrone, con lo scopo di ucciderli con un macchinario. Grande Puffo e Quattrocchi vanno a salvarli: ci riescono anche grazie al fatto che il vestito di Gargamella si impiglia negli ingranaggi del macchinario.

## Di Grande Puffo ce n'è uno solo
- Titolo originale: Papa Smurf, Papa Smurf

### Trama
Grande Puffo sta preparando una pozione magica per aiutare Contadino, ma viene assillato dagli altri. A causa di un errore la pozione crea un clone di Grande Puffo; per distinguerli Puffetta mette su uno una penna verde sull'altro una penna arancione. Quella notte Nonno Puffo versa accidentalmente la pozione rimanente addosso a Gargamella, che tiene in mano una pietra di luna blu. Così facendo si genera un clone di Gargamella e della pietra. Il giorno dopo i due cloni di Grande Puffo si mettono a litigare per vari motivi. Similmente anche le due copie di Gargamella litigano per chi può rimanere a casa e si sfidano a chi cattura più Puffi. Intanto Grande Puffo con la penna verde se ne va da Pufflandia e insieme a un piccolo gruppo di Puffi fonda un altro villaggio. Così facendo però i Puffi devono sbrigare faccende a cui non erano abituati, con esiti disastrosi. I due sosia di Grande Puffo cercano di preparare la controformula nelle rispettive abitazioni, ma a entrambi mancano dei dati: decidono pertanto di incontrarsi alla grande quercia. I due Gargamella intanto fabbricano dei rilevatori di Puffi e, una notte, ne catturano parecchi, tranne Nonno Puffo e i due Grande Puffo. Questi ultimi, con un inganno astuto, fanno cadere i due stregoni in acqua – l'antidoto per l'incantesimo – mentre Nonno Puffo libera i prigionieri. Poco dopo i due Grande Puffo si tuffano in acqua e tutto ritorna alla normalità.

## Il fantasma del villaggio
- Titolo originale: Jokey's Cloak

### Trama
Burlone trova causalmente uno scrigno contenente un pupazzo a molla e una lettera strappata del mago-gnomo Tempestino. Burlone trova anche un mantello e vorrebbe tenerlo, ma Grande Puffo decide che l'abito resterà nel suo laboratorio finché non avrà capito perché Tempestino ha sepolto la scatola. Mentre Grande Puffo e Bontina si recano da Tempestino, Burlone si impossessa del mantello e scopre che quando lo indossa diventa invisibile; decide di sfruttare la situazione per fare una serie di scherzi agli altri. Nel frattempo Grande Puffo e Bontina apprendono che Tempestino, per aver indossato il mantello dell'invisibilità ed essersi bagnato, è condannato a essere invisibile. I due Puffi decidono di trovare un antidoto, dopodiché tornano a Pufflandia dove apprendono che Burlone sta facendo scherzi agli altri col mantello. Poco dopo Burlone con addosso il mantello si bagna e, malgrado tolga subito l'indumento, subisce la stessa sorte di Tempestino. Per l'antidoto, Grande Puffo, Bontina, Burlone, Quattrocchi, Golosone e Tontolone devono andare a prendere la melma di palude dei mostri-rospi. I cinque Puffi visibili vengono catturati dai mostri-rospi, ma Burlone, sfruttando la sua invisibilità, riesce a liberarli. Nonostante a Burlone cada addosso della melma, tornando visibile, i Puffi riescono a fuggire, dopodiché vanno da Tempestino e lo fanno tornare visibile.

## Grande Puffo mago dell'anno
- Titolo originale: Papa's Last Spell

### Trama
Grande Puffo viene nominato mago dell'anno e annuncia che quella sera vi sarà la cerimonia di premiazione; Gargamella origlia il discorso e decide di partecipare alla cerimonia, ma Grande Puffo lo blocca con un tornado, che risucchia il perfido stregone e lo fa tornare a casa sua. Lenticchia spiega al suo mentore che solo quando Grande Puffo perderà i poteri lui potrà catturare i Puffi. Gargamella allora acquista da un venditore un incantesimo che permette di far perdere i poteri sulla vittima e lo fa su Grande Puffo, proprio al momento della cerimonia. L'anziano Puffo finisce allora per fare una figuraccia al momento della cerimonia. Tornato al villaggio, realizza della perdita dei poteri e, seppur non subito, che solo Gargamella potrà annullare il maleficio. Nel frattempo alcuni Puffi vengono catturati da Gargamella; Inventore avverte Grande Puffo che decide di andare a salvarli e convincere Gargamella a farsi ridare i poteri magici. Quella notte Grande Puffo, con la complicità degli altri Puffi, fa credere a Gargamella che i suoi poteri siano più potenti di prima e gli ordina di liberare i Puffi catturati e di annullare l'incantesimo: il mago terrorizzato ubbidisce.

## La sfera magica
- Titolo originale: Lure of the Orb

### Trama
Durante i preparativi per la festa della primavera, Poeta vorrebbe scrivere una poesia, ma sia al villaggio che nella foresta c'è troppo rumore e non riesce a concluderla. La strega Matilde assiste alla scena e, dopo essersi trasformata in fata, dà a Poeta una sfera magica che innalzerebbe lo spirito a chi la tiene. Così facendo però i Puffi che la toccano hanno temporaneamente tanta energia, ma gli esiti dei loro lavori non sono il massimo. Grande Puffo decide di tenere la sfera in casa sua, ma quella notte Inventore si impossessa della sfera; insieme a Poeta, Pittore, Stonato e Contadino la usa di nuovo. Il giorno dopo Forzuto la getta nel fuoco, distruggendola; dopo aver appreso quanto successo, Grande Puffo spiega che Forzuto ha distrutto la sfera per il loro bene. Poeta, Inventore, Pittore, Stonato e Contadino incontrano "fata Matilde" che li invita a casa sua dove ha un'altra sfera; poco prima di arrivare al castello, il Puffo agricoltore torna al villaggio, perché deve lavorare nei campi. Nel maniero Matilde, rivelatasi nella sua vera identità, cattura i quattro e li costringe a lavorare come schiavi. Al villaggio Contadino avverte di quanto accaduto Forzuto e i due si recano al castello. Forzuto, grazie alla sua straordinaria forza, spezza le catene che tengono prigionieri i quattro e tutti riescono a fuggire dal castello. Tornati a Pufflandia Poeta, Pittore e Contadino si rendono conto dei loro disastri e Grande Puffo spiega loro che nessuna sfera magica può sostituire le loro capacità. Inoltre Burlone regala a Matilde un pacco con dentro un incantesimo che la trasforma in un rospo.

## La margherita di Puffetta
- Titolo originale: Smurfette's Flower

### Trama
Puffetta incontra una margherita parlante e decide di portarla al villaggio. Il fiore però fa numerose richieste a Puffetta a tal punto da sfrattarla di casa. Grande Puffo e Quattrocchi cercano di tagliare le radici, ma la margherita ordina di essere riportata nella foresta. Quell'inverno la margherita inizia a congelare e chiede aiuto a Puffetta, che decide di andare al fiore, nonostante il suo comportamento passato. Alla fine la margherita viene risucchiata da un tornado e Puffetta pianta i semi in cortile, facendo nascere due margherite piccole.

## La polvere dell'imprudenza
- Titolo originale: Reckless Smurfs

### Trama
Mentre fa il funambolo, Sciccoso cade dalla corda e atterra su Golosone, distruggendogli una torta di noccioline del diavolo. Grande Puffo, Quattrocchi, Forzuto e Sciccoso si recano all'albero di noccioline del diavolo per prenderne altre, ma vengono sorpresi da un'imboscata di Gargamella. Per fortuna riescono a scappare. Intanto lo stregone prepara la polvere dell'imprudenza, con lo scopo di rendere spericolati i Puffi e la cosparge sul villaggio; solo Quattrocchi e Sciccoso si salvano. Mentre alcuni Puffi vengono catturati, Quattrocchi, Golosone, Puffetta e Sciccoso scoprono che il rimedio per la polvere dell'imprudenza è la farina del diavolo. Lanciando ai Puffi le torte di Golosone riescono a farli tornare come prima, dopodiché si recano a casa di Gargamella e fanno lo stesso coi Puffi catturati, che scappano in tutta fretta.

## Buon San Valentino Nonno Puffo
- Titolo originale: Head over Hogatha

### Trama
È il primo giorno di san Valentino per Nonno Puffo; Bontina vorrebbe fargli un regalo, ma non ha idee e chiede aiuto a Quattrocchi. Nonno Puffo e Sciattone intanto assistono Cupido colpire per errore Agata, facendola innamorare di Gargamella. Quest'ultimo promette alla strega che la sposerà se gli porterà i Puffi e lei accetta. Poco dopo Agata si trasforma in un bastone da passeggio con la sommità a forma di cuore e Bontina lo porta al villaggio, come regalo per l'anziano Puffo. A Pufflandia Agata ritorna come prima e cattura i Puffi, per poi portarli da Gargamella. Prima di cederli allo stregone, Agata desidera sposarsi: Gargamella accetta e la convince a lasciare i Puffi nella stamberga mentre lei va a cambiarsi d'abito. La strega ritorna e i Puffi decidono di celebrare le nozze, ma Gargamella sbraita e afferma che non sposerà Agata: lui vuole soltanto i Puffi. Ad Agata si spezza il cuore e anche l'incantesimo di Cupido; mentre la strega si vendica di Gargamella, i Puffi approfittano della confusione per fuggire. Più tardi Cupido colpisce Gargamella, facendolo innamorare di Agata, che scappa disperata.